# 云岭薹草
云岭薹草（学名：Carex yunlingensis）是莎草科薹草属的植物，为中国的特有植物。分布于中国大陆的云南省等地，生长于海拔3,400米的地区，一般生于山谷水边林中，目前尚未由人工引种栽培。